# 小協商
小協商（しょうきょうしょう、英語：Little Entente）は、第一次世界大戦後にチェコスロバキア、ユーゴスラビア王国、ルーマニア王国の間で成立した同盟関係（協商）。

## 概要
第一次世界大戦で敗戦国となったオーストリア＝ハンガリー帝国は、領内の複数の国が独立を宣言して崩壊した。チェコスロバキアとルーマニアはこの機に乗じて旧ハンガリー王国領であったスロバキアとトランシルヴァニアを奪取し、これらの領域はトリアノン条約によって確認された。
しかし、1920年3月に成立したハンガリー王国とオーストリア共和国による失地回復の動きが強まることを懸念して、1920年4月にはチェコスロヴァキアとユーゴスラヴィアの間で、ハンガリーを警戒した相互援助条約が締結された。さらに翌1921年4月にはチェコスロヴァキアとルーマニアが条約を結び、6月にはルーマニアとユーゴスラヴィアが条約を結んだことで、この3つの条約の集合として小協商が成立した。ドイツを警戒するフランスは小協商に接近し、ドイツ挟撃を通じた安全保障を図った。
1921年10月には、オーストリア＝ハンガリー帝国皇帝カール1世がブダペストに復帰しようとした（カール1世の復帰運動）。これを警戒した小協商諸国はハンガリー国境に軍を集結させ、介入の姿勢を見せた。このためカール1世の復帰は失敗し、ハプスブルク帝国の復活はなくなった。